# Liste des œuvres d'art du Havre
 (mars 2022).
Pour un article plus général, voir Liste des œuvres d'art de la Seine-Maritime.
Cet article vise à recenser les œuvres d'art dans l'espace public du Havre, en France.

## Liste
Les œuvres sont classées par ordre chronologique d'installation, dans la mesure des informations disponibles.

### Sculptures
| Œuvre                                              | Auteur                     | Localisation                                                      | Notes | Installation | Coordonnées                      | Illustration |
| -------------------------------------------------- | -------------------------- | ----------------------------------------------------------------- | --- | ------------ | -------------------------------- | --- |
| Statue de Jacques-Henri Bernardin de Saint-Pierre, | Pierre-Jean David d'Angers | Devant l'aile gauche du palais de justice                         | Représente Jacques-Henri Bernardin de Saint-Pierre. Érigée sur le parvis devant le musée-bibliothèque en 1852. Retirée et installée devant le théâtre, place Gambetta en 1893. Retirée et installée sur le parvis dans la cour d'honneur de l'hôtel de ville en 1922. Classé MH (1978). | 1952         | 49° 29′ 34″ nord, 0° 07′ 01″ est | Statue de Jacques-Henri Bernardin de Saint-Pierre |
| Statue de Casimir Delavigne,                       | Pierre-Jean David d'Angers | Devant l'aile droite du palais de justice                         | Représente Casimir Delavigne. Érigée sur le parvis devant le musée-bibliothèque en 1852. Retirée et installée place Gambetta en 1893. Retirée et installée dans les jardins de l'hôtel de ville en 1922. Classé MH (1978).                                                              | 1952         | 49° 29′ 34″ nord, 0° 07′ 03″ est | Statue de Casimir Delavigne |
| Statue de la Vierge noire,                         | Désiré Froc-Robert         | Dans le jardin de l'abbaye de Graville                            | Représente la Vierge noire. Copie de l'originale de 1870, endommagée par les bombardements de septembre 1944. | 1995         | 49° 30′ 11″ nord, 0° 09′ 59″ est | Image manquante |
| Buste de Jules Tellier,                            | Antoine Bourdelle          | Dans le square Saint-Roch                                         | Représente Jules Tellier. | 1895         | à géolocaliser                   | Buste de Jules Tellier« Monument à Jules Tellier au Havre », sur À nos grands hommes,« Monument à Jules Tellier au Havre », sur e-monumen                                         |
| Monument à Eugène Boudin                           | Lucien Gibert              | À déterminer                                                      | Représente Eugène Boudin. | 1900         | à géolocaliser                   | Image manquante |
| Statue de Jacques-Augustin Normand (d),            | Eugène Bénet               | Place de la Commune                                               | Représente Jacques-Augustin Normand. Érigée sur la place du Vieux-Marché en 1911. | 1961         | 49° 29′ 10″ nord, 0° 06′ 19″ est | Statue de Jacques-Augustin Normand |
| Buste de Robert Le Minihy de La Villehervé,        | Raoul Verlet               | Dans le square Saint-Roch                                         | Représente Robert Le Minihy de La Villehervé. L'original de 1921 pourrait avoir été fondu sous le régime de Vichy, dans le cadre de la mobilisation des métaux non ferreux. | À déterminer | à géolocaliser                   | Buste de Robert Le Minihy de La Villehervé« Monument à Robert de la Villehervé au Havre », sur À nos grands hommes,« Monument à Robert de la Villehervé au Havre », sur e-monumen |
| Idylle Rustique                                    | Robert Busnel              | Dans le square Saint-Roch                                         | | 1923         | à géolocaliser                   | Idylle Rustique« Idylle Rustique au Havre », sur À nos grands hommes |
| Buste de Gabriel Guérin,                           | Albert Bartholomé          | Dans les jardins de l'hôtel de ville                              | Représente Gabriel Guérin. | 1925         | 49° 29′ 35″ nord, 0° 06′ 32″ est | Buste de Gabriel Guérin |
| Statue du général Louis Archinard,                 | À déterminer               | Boulevard Clemenceau                                              | Représente Louis Archinard. | 1932         | à géolocaliser                   | Image manquante |
| Statue de l'abbé Émile Arson                       | Raphaël Deschamps          | Rue de Bretagne                                                   | | 1956         | à géolocaliser                   | Image manquante |
| Le Signal                                          | Henri-Georges Adam         | Boulevard Clemenceau, devant le musée d'art moderne André-Malraux | | 1961         | 49° 29′ 06″ nord, 0° 06′ 08″ est | Image manquante |
| Souviens-toi                                       | Henri-Georges Adam         | Dans les jardins de l'hôtel de ville                              | | 1974         | à géolocaliser                   | Image manquante |
| Les Oiseaux                                        | Marianne Peretti           | Sur le parvis du Volcan                                           | | 1982         | 49° 29′ 24″ nord, 0° 06′ 23″ est | Image manquante |
| La Grande Porte                                    | Edgar Cappellin            | Sur le parvis du Volcan                                           | | 1986         | 49° 29′ 28″ nord, 0° 06′ 26″ est | Image manquante |
| Mur Chanteloup                                     | Martine Boileau            | Sur le parvis du Volcan                                           | | 1986         | 49° 29′ 24″ nord, 0° 06′ 21″ est | Image manquante |
| Jambes                                             | Henk Visch (nl)            | Avenue Foch                                                       | | 2003         | 49° 29′ 37″ nord, 0° 06′ 06″ est | Image manquante |
| Buste de Nicolas Baudin                            | À déterminer               | Front de mer                                                      | Représente Nicolas Baudin. | 2007         | 49° 29′ 03″ nord, 0° 06′ 07″ est | Image manquante |
| Rolande                                            | Robert Wlérick             | Avenue Foch                                                       | | 2007         | 49° 29′ 37″ nord, 0° 06′ 01″ est | Image manquante |
| Sphère armillaire                                  | Jean-Michel Ansel          | Dans le parc de Rouelles                                          | Cadran solaire | 2008         | à géolocaliser                   | Image manquante |
| Buste de l'abbé Jean Benoît Désiré Cochet,         | Henri-Frédéric Iselin      | Dans le parc de la chapelle Saint-Michel d'Ingouville             | Représente Jean Benoît Désiré Cochet. | À déterminer | 49° 29′ 56″ nord, 0° 06′ 27″ est | Image manquante |
| Danse printanière                                  | Dennis Smith (en)          | Rue Augustin-Normand                                              | | À déterminer | 49° 29′ 06″ nord, 0° 06′ 15″ est | Image manquante |
| L'Été                                              | Bernard Mougin             | Avenue Foch                                                       | | À déterminer | 49° 29′ 37″ nord, 0° 06′ 11″ est | Image manquante |
| Statue de François Ier                             | René André Duparc          | Quai de l'Arsenal                                                 | Représente François Ier. | À déterminer | 49° 29′ 23″ nord, 0° 06′ 37″ est | Image manquante |
| Stèle à Jean Maridor                               | À déterminer               | Dans les jardins de l'hôtel de ville                              | Commémore le sacrifice du capitaine Jean Maridor | À déterminer | à géolocaliser                   | Image manquante |
| La Maternité                                       | Raphaël Deschamps          | Dans le jardin de la mairie annexe de Sanvic                      | | À déterminer | 49° 30′ 27″ nord, 0° 06′ 27″ est | Image manquante |
| Statue de Neptune                                  | Vital Gabriel Dubray       | Dans le parc Hauser                                               | | À déterminer | 49° 30′ 08″ nord, 0° 07′ 32″ est | Image manquante |
| Les Oiseaux                                        | Jean-Pierre Lartisien      | Place de l'Hôtel-de-Ville                                         | | À déterminer | 49° 29′ 34″ nord, 0° 06′ 29″ est | Image manquante |
| Osezlacier                                         | Daniel Jouen               | Place Caillard                                                    | | À déterminer | 49° 29′ 07″ nord, 0° 07′ 39″ est | Image manquante |
| Loup                                               | Henri-Alfred Jacquemart    | Dans le parc de Rouelles                                          | | À déterminer | 49° 31′ 27″ nord, 0° 10′ 26″ est | Image manquante |
| Statue de Femme allongée                           | À déterminer               | Sous-bois du lac, dans la forêt de Montgeon                       | | À déterminer | à géolocaliser                   | Image manquante |
| Buste de Pierre Onésyme Durécu                     | Sébastien Langloÿs         | Cimetière Sainte-Marie                                            | À la mémoire du sauveteur Pierre Durécu | 2011         | à géolocaliser                   | Image manquante |

### Fontaines
| Œuvre                         | Auteur           | Localisation                                                      | Notes | Installation | Coordonnées                      | Illustration                  |
| ----------------------------- | ---------------- | ----------------------------------------------------------------- | ----- | ------------ | -------------------------------- | ----------------------------- |
| Fontaine                      | À déterminer     | Intersection de la rue d'Alger et de la rue d'Étretat             |       | À déterminer | 49° 29′ 53″ nord, 0° 05′ 45″ est | Fontaine                      |
| Fontaine                      | À déterminer     | 79 rue Auguste-Blanqui                                            |       | À déterminer | 49° 30′ 08″ nord, 0° 09′ 40″ est | Image manquante               |
| Fontaine                      | À déterminer     | Avenue Paul-Verlaine                                              |       | À déterminer | 49° 30′ 35″ nord, 0° 09′ 11″ est | Image manquante               |
| Fontaine                      | À déterminer     | Église Sainte-Marie                                               |       | À déterminer | à géolocaliser                   | Image manquante               |
| Fontaines de l'hôtel de ville | À déterminer     | Dans les jardins de l'hôtel de ville                              |       | À déterminer | 49° 29′ 37″ nord, 0° 06′ 28″ est | Fontaines de l'hôtel de ville |
| La Main                       | Oscar Niemeyer   | Le Volcan                                                         |       | À déterminer | 49° 29′ 26″ nord, 0° 06′ 24″ est | Image manquante               |
| Ondine                        | Jean-Marc de Pas | Intersection de la rue Henry-Génestal et de la rue Georges-Braque |       | À déterminer | 49° 29′ 42″ nord, 0° 06′ 21″ est | Ondine                        |
| Fontaine                      | À déterminer     | Dans le parc de Rouelles                                          |       | À déterminer | à géolocaliser                   | Image manquante               |
| Fontaine                      | À déterminer     | Dans le parc Holker                                               |       | À déterminer | à géolocaliser                   | Image manquante               |
| Fontaine                      | À déterminer     | Dans le parc Massillon                                            |       | À déterminer | 49° 29′ 55″ nord, 0° 08′ 34″ est | Image manquante               |
| Fontaine                      | À déterminer     | Sur le parvis de l'église Saint-Vincent-de-Paul                   |       | À déterminer | à géolocaliser                   | Image manquante               |
| Fontaine                      | À déterminer     | Place Maurice-Blard                                               |       | À déterminer | 49° 31′ 18″ nord, 0° 09′ 39″ est | Image manquante               |

### Monuments aux morts
| Œuvre                                                                                              | Auteur                              | Localisation                                                     | Notes | Installation | Coordonnées                      | Illustration                                    |
| -------------------------------------------------------------------------------------------------- | ----------------------------------- | ---------------------------------------------------------------- | --- | ------------ | -------------------------------- | ----------------------------------------------- |
| Monument aux morts de 1870,                                                                        | Édouard-François Millet de Marcilly | À déterminer                                                     | Également appelé Monument du Souvenir français ou Pro Patria.                                                | 1895         | à géolocaliser                   | Image manquante                                 |
| Monument aux professeurs et aux élèves du lycée morts pour la France (monument aux morts de 14-18) | Alphonse Saladin                    | Dans la cour du lycée François Ier                               | | 1921         | 49° 29′ 46″ nord, 0° 06′ 50″ est | Image manquante                                 |
| Monument aux morts et à la Victoire (monument aux morts de 14-18)                                  | Pierre-Marie Poisson                | Place Gambetta, renommée place du Général-de-Gaulle par la suite | | 1924         | 49° 29′ 26″ nord, 0° 06′ 29″ est | Monument aux morts                              |
| Monument aux morts de la Première Guerre mondiale                                                  | À déterminer                        | Avenue du Bois-au-Coq                                            | | À déterminer | à géolocaliser                   | Image manquante                                 |
| Monument de la reconnaissance belge à la France,                                                   | Jules Lagae                         | Rue de Sainte-Adresse                                            | Érigé sur le terre-plein du boulevard Albert Ier en 1924. Également appelé Monument à l'amitié franco-belge. | 1955         | 49° 30′ 03″ nord, 0° 05′ 27″ est | Monument de la reconnaissance belge à la France |
| Monument aux morts de la guerre d'Indochine                                                        | À déterminer                        | Place du Général-de-Gaulle                                       | | À déterminer | à géolocaliser                   | Image manquante                                 |
| Monument commémoratif de la Résistance et de la Déportation                                        | À déterminer                        | Dans les jardins de l'hôtel de ville                             | | À déterminer | 49° 29′ 36″ nord, 0° 06′ 27″ est | Image manquante                                 |
| Monument aux morts de Rouelles                                                                     | À déterminer                        | Sur le parvis de l'église Saint-Julien                           | | À déterminer | 49° 31′ 21″ nord, 0° 09′ 45″ est | Image manquante                                 |
| Monument aux morts de Sanvic                                                                       | À déterminer                        | Dans le jardin de la mairie annexe de Sanvic                     | | À déterminer | à géolocaliser                   | Image manquante                                 |
| Monument aux naufragés de La Bourgogne                                                             | À déterminer                        | Dans le cimetière Sainte-Marie                                   | Commémore les victimes du naufrage de La Bourgogne.                                                          | À déterminer | à géolocaliser                   | Image manquante                                 |

### Œuvres disparues ou retirées
| Œuvre                               | Auteur              | Localisation                                   | Notes | Installation | Coordonnées                      | Illustration |
| ----------------------------------- | ------------------- | ---------------------------------------------- | --- | ------------ | -------------------------------- | --- |
| Monument à l'amiral Ernest Mouchez, | Ernest Henri Dubois | Dans le jardin public                          | Représentait Ernest Mouchez. Le médaillon d'Ulysse Guillemard et les statues de l'amiral, du fantassin et du fusilier marin et sont fondues sous le régime de Vichy, dans le cadre de la mobilisation des métaux non ferreux. L'obélisque et le piédestal resté vide sont retirés en 1969.             | 1896         | à géolocaliser                   | Image manquante |
| Statue de François Ier,             | Jules Cavelier      | Au centre des jardins de l'hôtel de ville      | Représente François Ier. Érigée dans la cour de l'hôtel de ville de Paris en 1869. Retirée[Quand ?] et placée[Quand ?] au Petit Palais. Retirée[Quand ?] et placée[Quand ?] dans le hall d'honneur de l'hôtel de ville.                                                                                | 1921         | à géolocaliser                   | Statue de François Ier« Monument à François Ier au Havre », sur À nos grands hommes,« Monument à François Ier au Havre », sur e-monumen |
| Fontaine                            | À déterminer        | Place Carnot, au centre du jardin de la Bourse | Détruite en 1967. La place Jules-Ferry succède à la place Carnot. | 1923         | 49° 29′ 30″ nord, 0° 06′ 43″ est | Image manquante |
| Deux statues de lions               | Louis Villeminot    | Sur les marches du perron du palais de justice | L'une est endommagée par les bombardements de 1940. Les dégâts sont aggravés par les bombardements de septembre 1944. Elles sont retirées et stockées dans les ateliers municipaux. La statue intacte est offerte à Gournay-en-Bray en 1958 et installée sur un espace vert devant la salle des fêtes. | À déterminer | 49° 29′ 34″ nord, 0° 07′ 02″ est | Deux statues de lions« Lions au Havre », sur À nos grands hommes                                                                        |